# 东西溪乡
东西溪乡是安徽省六安市霍山县下辖的一个乡，位于霍山县东南边境、江淮分水岭地带 ，总面积98.9平方公里，人口1.2万。乡人民政府驻西溪村街道。邮政编码237246。

## 自然资源
东西溪乡特产资源与旅游资源都比较丰富。这里有原淮海机械厂存留的千亩国有土地，后淮海机械厂建国后搬迁至省会合肥。杨三寨风景区位于东西溪乡杨三寨村，境内风光秀美，是探险、攀岩的好去处。安徽霍山黄金矿业有限公司就坐落于本乡，说明东西溪乡有数量可观的黄金资源供开采。

## 行政区划与人口
东西溪乡辖7个村，159个村民组，人口1.2万人，其中集镇常住人口3000人，外来常住人口1000人。 
- 下辖村级行政单位：西溪村、东溪村、杨树口村、杨三寨村、余家畈村、童家河村、桃李河村

## 地理位置
东西溪乡位于霍山县东南边境地带，东面与南面分别于六安市舒城县、安庆市岳西县接壤。